# Viciria moesta
Viciria moesta là một loài nhện trong họ Salticidae.
Loài này thuộc chi Viciria. Viciria moesta được Elizabeth Maria Gifford Peckham & George William Peckham miêu tả năm 1907.